# スレッドフィン (潜水艦)
スレッドフィン (USS Threadfin, SS-410) は、アメリカ海軍の潜水艦。バラオ級潜水艦の一隻。艦名は種を問わず「糸状の鰭」を持つ魚の修飾語だが、種総称としてはツバメコノシロ科を指す。

## 艦歴
スレッドフィンは1944年3月18日にメイン州キタリーのポーツマス海軍造船所で起工した。1944年6月26日にフランク・G・フォックス夫人によって命名、進水し、1944年8月30日に艦長ジョン・J・フート中佐（アナポリス1935年組）の指揮下就役する。ポーツマスを拠点として公試および訓練を行った後、11月中頃にパナマ運河を通過し、12月初めに真珠湾に到着する。スレッドフィンは最初の哨戒に向けて集中的な訓練を行った。

### 第1の哨戒 1944年12月 - 1945年2月
12月25日、スレッドフィンは最初の哨戒で日本近海に向かった。1945年初頭に九州南部の指定された哨戒海域に到達する。スレッドフィンは同海域で30日間の哨戒期間を過ごし、数多くの敵機、警備艇、漁船と遭遇したのち、魚雷で仕留めるに値する6つの目標と遭遇した。
1月30日、スレッドフィンは大型の哨戒艦艇を発見したが、これをやりすごして別の目標を狙うこととした。やがて、北緯33度30分 東経135度34分 / 北緯33.500度 東経135.567度の地点で、2隻の護衛艦と直衛機を伴った2,000トンクラスの貨物船を発見し、2,700メートルの距離から魚雷6本を発射した。少なくとも1本が命中し致命的な損害を与え、煙と蒸気が生じた。しかし、護衛艦が反撃に打って出たのでスレッドフィンは深深度潜航で避退するしかなかった。反撃は大したことはなかったが、戦果を確認することは出来なかった。この目標は一星丸（扶桑海運、1,864トン）であった。
1月31日正午前、スレッドフィンは御蔵島沖を潜航中に哨戒機に発見された。哨戒機は爆撃したついでに父島から横須賀に向かっていた4127船団を護衛していた第4号海防艦を誘導、第4号海防艦は爆雷攻撃を行った。深度90メートルに潜んでいたスレッドフィンは、攻撃によって艦内に水が入り込み深度135メートルまで沈んだが、それ以上の被害はなかった。2月1日には呂型潜水艦と思われる艦艇を発見したが、有利の攻撃態勢を取ることができず逃してしまった。また、3隻の護衛艦を伴った2隻の沿岸貨物船を発見したものの、またもや有利の攻撃態勢を取れず攻撃することはできなかった。翌日にも貨物船と哨戒艦艇を見間違え、その結果、2隻の貨物船と2隻の護衛艦からなる輸送船団に攻撃することが出来なかった。1週間後には掃海艇と思われる艦艇に対し、距離2,300メートルからよい態勢で魚雷6本を発射したが、いずれも命中しなかった。2月16日、スレッドフィンは54日間の行動を終えてミッドウェー島に帰投した。

### 第2の哨戒 1945年3月 - 5月
3月14日、スレッドフィンは2回目の哨戒で南西諸島方面に向かった。途中、スレッドフィンはシードッグ (USS Sea Dog, SS-401) 、トリガー (USS Trigger, SS-237) とウルフパックを構成し豊後水道に急行するよう命じられた。3月28日、スレッドフィンは2隻の海防艦を発見し、魚雷6本を発射。うち1本が命中したように思えたが、反撃を受け戦果を判定することは出来なかった。その夜、スレッドフィンは2隻のトロール船と4隻のラガーと交戦し、炎上させるなど混乱を与えたが、効果は小さいと判定された。3月31日、スレッドフィンのいたウルフパックは、トリガーが行方不明になったことにより、そのトリガーに別任務を付するため解散した。
スレッドフィンは、シルバーサイズ (USS Silversides, SS-236) 、ハックルバック (USS Hackleback, SS-295) と新しいウルフパックを組んで、引き続き豊後水道に居座りつつ新任務に就いた。この任務では、日本海軍の艦隊の動向に注意し、攻撃は第二の行動として報告を最も重要な任務とすることと指令されていた。4月6日19時44分、スレッドフィンは北緯32度42分 東経131度59分 / 北緯32.700度 東経131.983度の地点でSJレーダーで目標を探知した。この目標が何であるかこの時点では不明だったが、ともかく浮上したまま追跡した。目標に約4海里まで接近した後、目標が戦艦・大和を中心とする伊藤整一中将の第二艦隊であるらしいこと、その速力が22ノットであることなどを司令部に報告した。大和の方でもスレッドフィンが浮上して追跡しているのは確認していたが、発砲はしてこなかった。22時を回って大和以下の艦隊は南西方に進路を変え、スレッドフィンは一気に振り切られてしまった。その後の哨戒では主に人命救助が主要任務となり、哨戒期間の終了間際にP-51のパイロットを救助した。このパイロットは救助当時溺れており、大量の海水を飲み込んでいたが、人工呼吸により一命を取りとめた。4月30日にミッドウェー島に寄港。5月4日、スレッドフィンは51日間の行動を終えて真珠湾に帰投した。
なお、The Official Chronology of the U.S. Navy in World War IIなどアメリカ側の記録では、スレッドフィンはこの哨戒で3月28日に海防艦・御蔵を撃沈したとしており、日本側資料の中にもこれを引用したものがある。御蔵はこの日、僚艦とともにトリガーを撃沈した後、第58任務部隊（マーク・ミッチャー中将）の艦載機の爆撃を受けた。16時45分に御蔵の僚艦である第33号海防艦が北緯31度45分 東経131度45分 / 北緯31.750度 東経131.750度の地点で敵機を発見し報告しているが、この地点はアメリカ側の記録でスレッドフィンが御蔵を撃沈したとしている地点、また "The Official Chronology of the U.S. Navy in World War II" に記載されている第33号海防艦の沈没地点とほぼ同一である。他に、Roscoe ではスレッドフィンの単独撃沈となっており、第33号海防艦はホーネット (USS Hornet, CV-12) 機による撃沈となっている。木俣『敵潜水艦攻撃』および『日本海防艦戦史』ではスレッドフィンによる撃沈とはしていない一方で、『海防艦戦記』の御蔵の項では、第65号海防艦航海長の目撃談として「敵機動部隊の飛行機と潜水艦の攻撃を受け、1200頃御蔵は敵潜水艦の雷撃を受け沈没、生存者なしという」としている。御蔵を真に撃沈したのがスレッドフィンなのか第58任務部隊機なのか、あるいは共同で撃沈したのかは結論としては不明であるが、前述のように、少なくともRoscoe では共同戦果としては認定されていない。

### 第3の哨戒 1945年6月 - 7月
6月1日、スレッドフィンは3回目の哨戒で東シナ海および黄海方面に向かった。グアム島アプラ港で補給と整備を受けた後、哨区に到着。7月14日、スレッドフィンは3本マストのスクーナーを5インチ砲で撃沈、9名の乗組員を救助した。乗組員の供述では、このスクーナーは大連に石炭を輸送しているところであった。翌日、今度は小さな船に囲まれた貨物船を発見。何らかのサルベージ作業をしているかのように見えたので、その作業を妨害すべく魚雷1本を発射しようとした。しかしよく観察してみると、それはサルベージ作業ではなく、ただの釣りのようであった。その後、スレッドフィンは4本マストのスクーナーを発見して撃沈した。7月16日にもジャンクを発見して撃沈した。7月19日には2本マストのジャンクを発見して臨検したが、乗組員が好意的な中国人だったので撃沈することはなかった。
7月20日の夜、スレッドフィンは北緯35度01分 東経125度42分 / 北緯35.017度 東経125.700度の地点で濃霧の中目標を探知し、浮上しながら魚雷5本を発射。うち2本が命中し目標は沈んでいった。この目標は第39号掃海艇であった。
7月21日、スレッドフィンは対馬海峡近海に向かう途中、シーロビン (USS Sea Robin, SS-407) から4隻の小型貨物船と護衛艦を発見したとの報告を受けた。スレッドフィンはシーロビンとともに攻撃、この時に護衛艦の姿はなく、スレッドフィンとシーロビンは小型貨物船をそれぞれ2隻ずつ撃沈した。
グアム島への帰途、スレッドフィンは味方飛行艇から3人の生存者を引き取って収容した。7月28日、スレッドフィンは53日間の行動を終えてアプラ港に帰投した。帰投後、8月12日までスレッドフィンは4回目の哨戒に備えてグアムで修理を受け、また修理後の訓練を行ったものの、8月15日に日本が降伏し太平洋戦争が終結したので、4回目の哨戒は行われなかった。
スレッドフィンは第二次世界大戦の戦功で3個の従軍星章を受章した。

### 戦後
スレッドフィンは8月18日にグアムを出航し帰国の途に就く。9月16日にパナマ運河を通過し、大西洋艦隊に合流した。その6日後、スタテンアイランドの海軍基地に到着した。その後のスレッドフィンの28年間の経歴は、ある意味型通りのものであった。スレッドフィンはニューロンドンで潜水学校の訓練艦として士官、兵員の訓練を担当し、その任務は1962年12月まで続けられた。任務終了後予備役となり、ポーツマス海軍造船所で近代化のための大規模オーバーホールが行われた。続く8ヶ月間をスレッドフィンは近代化改修に費やす。翌年の夏に作業が完了すると、その船体は流線型となり、セイル部分は改修された。加えて4基のディーゼルエンジンの内1基が取り外され、拡張ソナー設備が取り付けられた。最後に、その水中における性能は2基の新型バッテリーにより飛躍的に向上した。新型バッテリーは旧型と出力は同じだったものの、小型軽量化がなされていた。また、シュノーケルによって水中における巡航能力も向上した。一連のGUPPY 改修の完了後、スレッドフィンは1963年8月7日に艦長ダニエル・G・ベイリー少佐の指揮下ポーツマスで再就役した。10月に転換後の整調巡航を行い、11月初めにフロリダ州キーウェストの第4潜水戦隊に合流した。
その後19年におよぶ期間をスレッドフィンは東海岸を拠点として活動した。毎年の演習に参加し、しばしば海軍士官学校生を乗せた夏の巡航を行った。キーウェストを拠点として、ルイジアナ州ニューオーリンズを初めとするメキシコ湾の港を訪問し、しばしばニューロンドンを訪問した。1962年10月、キューバ危機が発生すると封鎖任務に参加した。翌夏には地中海で第6艦隊の任務に就くが、これはスレッドフィンにとって戦後唯一の海外配備であった。

### トルコ海軍で
カリブ海と大西洋での定期的な任務を数年過ごした後、スレッドフィンは1972年8月18日に退役し、同日相互防衛援助計画の下トルコ海軍に貸与されビリンジ・イノニュ (TCG 1. Inönü, S 346) と改名された。艦名はトルコ革命における第一次イノニュの戦いに因んだもので、その名を持つ艦としては3隻目であった。1973年8月1日にスレッドフィンはアメリカ海軍から除籍、その2週間後、書類上アメリカ海軍に返却され、トルコに正式売却された。ビリンジ・イノニュは1998年中頃まで現役任務にあり、その後退役した。